# Benadering van pi
Dit artikel behandelt twee meetkundige benaderingen van {\displaystyle \pi }.

## Benadering van Kochański
Adam Adamandy Kochański (1631–1700) was een Pools wiskundige, klokkenmaker en natuurkundige die verbonden was aan het hof van Jan III Sobieski, koning van Polen van 1674 tot 1696. Kochański publiceerde in 1685 zijn meest bekende werk, Observationes Cyclometricae ad facilitandam Praxin accommodatae, dat gaat over de kwadratuur van de cirkel. In dat artikel komt ook een constructie voor waarmee het getal {\displaystyle \pi } wordt benaderd.
Op de middellijn {\displaystyle OB} van een cirkel met middelpunt {\displaystyle M} en straal {\displaystyle 1} liggen op de loodlijnen in {\displaystyle O} en {\displaystyle B} op die middellijn, beide aan dezelfde kant daarvan, de punten {\displaystyle A} en {\displaystyle C}, waarbij {\displaystyle OA=3} en {\displaystyle \angle BMC={{30}^{\text{o}}}}.
Nu is: {\displaystyle BC=\tan({{30}^{\text{o}}})={\tfrac {1}{3}}\surd 3}. Verder is het punt {\displaystyle D} de loodrechte projectie van {\displaystyle C} op de lijn {\displaystyle OA}.

Dan is in de rechthoekige driehoek {\displaystyle ACD}:
{\displaystyle A{{C}^{2}}=A{{D}^{2}}+C{{D}^{2}}={{(3-{\tfrac {1}{3}}\surd 3)}^{2}}+4=40{\tfrac {1}{3}}-2\surd 3}
Zodat:
{\displaystyle AC={\tfrac {1}{3}}{\sqrt {120-18\surd 3}}\approx 3,141533}
Kochański's benadering {\displaystyle p} van {\displaystyle \pi } is (in 6 decimalen): {\displaystyle p=3{,}141533}.
Het verschil van deze waarde met de exacte waarde van {\displaystyle \pi } (= de lengte van de halve cirkel) is {\displaystyle 0{,}000059}. Als de straal van de cirkel {\displaystyle 1\,{\text{m}}} is, dan is de fout in de benadering van {\displaystyle \pi } dus {\displaystyle 0{,}06\,{\text{mm}}}.

## Benadering van Mascheroni
Lorenzo Mascheroni (1750 – 1800) was een Italiaans wis- en natuurkundige. In 1797 publiceerde hij zijn boek Geometria del Compasso, waarin hij bewijst dat elke zogeheten passer-en-liniaal-constructie met passer alleen kan worden uitgevoerd. In dat boek geeft hij ook een constructie waarmee het getal {\displaystyle \pi } wordt benaderd.
Op de cirkel met middellijn {\displaystyle AD}, middelpunt {\displaystyle M} en straal {\displaystyle 1}, liggen de punten {\displaystyle B} en {\displaystyle C} zó, dat {\displaystyle AB=BC=1\ (=CD)}. Het punt {\displaystyle E} ligt op de middelloodlijn van {\displaystyle AD} zó, dat {\displaystyle AE=AC}. Het punt {\displaystyle F} is het snijpunt van de cirkel {\displaystyle (B,BE)} met de ‘basiscirkel’.

In de rechthoekige driehoek {\displaystyle ACD} is nu {\displaystyle \tan({{60}^{\text{o}}})=AC=\surd 3}, zodat in de rechthoekige driehoek {\displaystyle MAE} geldt:
{\displaystyle ME={\sqrt {A{{E}^{2}}-A{{M}^{2}}}}={\sqrt {3-1}}=\surd 2}
Is {\displaystyle G} het snijpunt van {\displaystyle BC} en {\displaystyle ME}, dan is in driehoek {\displaystyle BEG}:
{\displaystyle BE={\sqrt {B{{G}^{2}}+G{{E}^{2}}}}={\sqrt {{\tfrac {1}{4}}+{{(\surd 2-{\tfrac {1}{2}}\surd 3)}^{2}}}}={\sqrt {3-\surd 6}}}
Dus is {\displaystyle BF={\sqrt {3-\surd 6}}}. Voor {\displaystyle AF} in de gelijkbenige driehoek {\displaystyle MAF} is dan:
{\displaystyle AF=2\cdot \sin {\tfrac {1}{2}}(AMF)=2\cdot \sin({{30}^{\text{o}}}+\arcsin({\tfrac {1}{2}}BF))}
Zodat: {\displaystyle AF=2\cdot \sin({{30}^{\text{o}}}+\arcsin({\tfrac {1}{2}}{\sqrt {3-\surd 6}}))}. En {\displaystyle 2\cdot AF\approx 3{,}142399}.
Mascharoni's benadering {\displaystyle p} van {\displaystyle \pi } is (in 6 decimalen): {\displaystyle p=3{,}142399}.
Deze waarde verschilt {\displaystyle 0{,}000806} met de exacte waarde van {\displaystyle \pi } (= de lengte van de halve cirkel). Als de straal van de cirkel gelijk is aan {\displaystyle 1\,{\text{m}}}, dan is de fout in de benadering van {\displaystyle \pi } daarbij {\displaystyle 0,8\,{\text{mm}}}.